# Столовая (гора)
Столо́вая (африк. Tafelberg, Тафелберх; англ. Table Mountain) — гора, расположенная к юго-западу от центральной части Кейптауна на южном берегу бухты Столовая, одна из визитных карточек города. Официально признана одним из семи новых чудес природы. Рядом с горой расположены известные горы Девилс-Пик, Лайонс-Хед (Лиукоп) и горы Туэлв-Апослс. Первая запись о ней, сделанная европейцами, датируется 1503 годом (Антониу ди Салданья).
Высота горы — 1085 м над уровнем моря. Платообразная вершина послужила названием не только для самой горы, но и для ей подобных, а также в честь неё названо созвездие Южного полушария. Гора сложена из грубозернистых песчаников, имеет крутые склоны, которые покрыты вечнозелёными лесами и кустарниками. Флора и фауна склонов охраняется, так как там встречаются редкие виды, некоторые из них эндемичны. Климат на вершине горы прохладнее и ветренее, чем в Кейптауне, зимой температура может упасть ниже 0 °С.
Гора была описана И. А. Гончаровым в книге путевых очерков «Фрегат „Паллада“»:

Столовая гора названа так потому, что похожа на стол, но она похожа и на сундук, и на фортепиано, и на стену — на что хотите, всего меньше на гору. Бока её кажутся гладкими, между тем в подзорную трубу видны большие уступы, неровности и углубления; но они исчезают в громадности глыбы. <…> Я вглядывался в рытвины Столовой горы, промытые протоками и образующие видом так называемые «ножки стола». На этом расстоянии то, что издали казалось мхом, травкой, являлось целыми лесами кустов и деревьев. Вся гора, взятая нераздельно, кажется какой-то мрачной, мертвой, безмолвной массой, а между тем там много жизни: на подошву её лезут фермы и сады; в лесах гнездятся павианы, кишат змеи, бегают шакалы и дикие козы.
Сегодня гора превращена в туристический аттракцион. С горы проведена канатная дорога.